# Cyber Intelligence Sharing and Protection Act
Cyber Intelligence Sharing and Protection Act o HR-3523, más conocido como CISPA es un proyecto de ley en los Estados Unidos que permite el intercambio de información de tráfico de Internet entre el gobierno de EE. UU. y cierta tecnología y las empresas de manufactura. El objetivo declarado del proyecto es ayudar al gobierno estadounidense a investigar las amenazas cibernéticas y garantizar la seguridad de las redes contra los ataques cibernéticos.
CISPA ha ganado el apoyo de las corporaciones y los grupos de presión tales como Microsoft, Facebook y el de la Cámara de Comercio de EE. UU., que ven en ella un medio simple y eficaz de compartir información importante sobre amenazas cibernéticas con el gobierno. 
CISPA ha sido criticada por los defensores de la privacidad en Internet y las libertades civiles, como la Electronic Frontier Foundation, la American Civil Liberties Union, y Avaaz.org. Estos grupos argumentan CISPA contiene muy pocos límites sobre cómo y cuándo el gobierno puede controlar la información particular de la navegación en Internet. Además, temen que estas facultades podría ser utilizado para vigilar a la población en general en lugar de perseguir a los hackers maliciosos.
Algunos críticos vieron CISPA como un segundo intento de leyes digitales después de la lucha contra la piratería en línea Stop Online Piracy Act el robo de propiedad intelectual fue incluido inicialmente en el proyecto de ley como una posible causa para el intercambio de información de tráfico web con el gobierno, aunque fue eliminado en los borradores posteriores.
La legislación fue introducida el 30 de noviembre de 2011 por el representante Michael Rogers y 111 copatrocinadores. Se aprobó en la Cámara de Representantes el 26 de abril de 2012 y actualmente se espera su llegada al Senado de los Estados Unidos. El presidente Barack Obama ha argumentado que el proyecto de ley carece de garantías de confidencialidad y de las libertades civiles, y ha amenazado con vetar la misma.

## Contenido
CISPA es una enmienda a la Ley de Seguridad Nacional de 1947, que actualmente no contiene disposiciones relativas a la ciberdelincuencia. Se adiciona disposiciones a la Ley de describir la inteligencia cibernética amenaza como de la información "en poder de un elemento de la comunidad de inteligencia directamente relacionada con una vulnerabilidad de, o la amenaza de, un sistema o red de una entidad gubernamental o privada, incluyendo la información relativa a la protección de un sistema o red ya sea de los esfuerzos para degradar, interrumpir o destruir dicho sistema o red", "robo o apropiación indebida de información privada o gubernamental, o la propiedad intelectual, o información de identificación personal".
Además, CISPA requiere que el director de Inteligencia Nacional establezca procedimientos para permitir y fomentar el intercambio de informaciones de inteligencia sobre amenazas cibernéticas.
En un lanzamiento de prensa el 16 de abril, la Casa del Comité de Representantes Permanente de Inteligencia anunció la aprobación de varias enmiendas a CISPA, incluyendo la adición de una nueva disposición "para permitir demandas federales contra el gobierno por cualquier violación de las restricciones impuestas sobre el uso del gobierno de la información voluntariamente compartida, incluyendo la privacidad y las libertades civiles importantes protecciones contenidas en el proyecto de ley", la inclusión de una disposición contra la tarea de "prohibir expresamente al gobierno de condicionar la puesta en común de inteligencia de amenaza cibernética en el intercambio de información del sector privado con el gobierno", y la prevención de que el gobierno utilice la información para "cualquier otro propósito legal a menos que el gobierno ya tenga una considerable seguridad cibernética o el propósito de seguridad nacional en el uso de la información". En las disposiciones pertinentes se aclaró también que "se centran en el hecho de que el proyecto de ley está diseñada para proteger contra el acceso no autorizado a redes o sistemas, incluyendo el acceso no autorizado, destinado al robo de información privada o del gobierno". Además, los datos ya recopilados amenaza cibernética también puede ser utilizados para investigar "la amenaza de daño corporal a una persona" o "la explotación de un menor de edad", con lo que el proyecto de ley en concordancia con las ECPA las normas en las que estas dos condiciones ya se permite que las entidades protegidas a fin de compartir datos de forma voluntaria con el gobierno de Estados Unidos, organismos encargados de hacer cumplir la ley, y el Centro Nacional para Niños Desaparecidos y Explotados.

## La Evolución Reciente
El proyecto de ley es patrocinado porMike Rogers y el holandés Ruppersberger, el presidente y el miembro de mayor rango del Comité de Inteligencia de la Cámara, respectivamente, dijo el 25 de abril de 2012, que la base de la oposición de la administración de Obama se basa principalmente en la falta de regulación de la infraestructura crítica, algo que está fuera de la jurisdicción de la Comisión de Inteligencia, sino que también han puesto introdujo un paquete de enmiendas a la legislación que, "frente a casi todas y cada una de las críticas formuladas por la Administración, en particular las relativas a la privacidad y libertades civiles de los estadounidenses". 
Debido a la oposición el proyecto de ley ha experimentado, los patrocinadores tienen previsto modificar el proyecto de ley para hacer frente a muchas de las preocupaciones de sus opositores, entre ellos limitando su alcance a una definición más estricta de las amenazas informáticas, y que indica que el robo "de la propiedad intelectual la propiedad "se refiere al robo de investigación y desarrollo . Además, ahora habrá sanciones en caso de empresas privadas o el gobierno utiliza los datos de CISPA para fines no relacionados con "amenazas cibernéticas".
Sin embargo, Sharan Bradford Franklin, de la Constitución del proyecto afirma: "Aunque apreciamos los esfuerzos del Comité de Inteligencia para mejorar el proyecto de ley y la voluntad de entablar un diálogo con los defensores de la privacidad, los cambios en su proyecto más reciente no se acercan para hacer frente a la guerra civil de las amenazas a libertades que plantea el proyecto de ley, y algunas de las propuestas en realidad le harían peor a CISPA. Por lo tanto, el Congreso no debe aprobar CISPA". 
Rainey Reitman, de la Electronic Frontier Foundation dice: "Hasta la fecha, los autores del proyecto no han respondido a estas críticas, ofreciendo las enmiendas que son en gran medida cosmética. Descartando las graves preocupaciones acerca de cómo este proyecto de ley podría vulnerar los derechos fundamentales de privacidad en Internet todos los días los usuarios, el representante Mike Rogers caracteriza las crecientes protestas contra la CISPA como "turbulencia" y se comprometió a impulsar una votación en el hemiciclo, sin cambios radicales".
Kendall Burman del Centro para la Democracia y la Tecnología de los estados, "Los autores de CISPA han hecho algunos cambios positivos recientemente. Por desgracia, ninguno de los cambios llega al corazón de las preocupaciones de privacidad que los usuarios de Internet y grupos de defensa han expresado". 
En abril de 2012, la Oficina de Gerencia y Presupuesto de la Oficina Ejecutiva del Presidente de los Estados Unidos emitió una declaración firme oposición a la ley actual y recomendar que la vete. 
El 26 de abril la Cámara de Representantes aprobó CISPA con 248 votos a favor y con 168 en contra. Actualmente se espera que el Congreso apruebe esta ley o bien Barack Obama la vete.

## Empresas que apoyan HR-3523
La Casa Blanca dio a conocer la lista de las grandes corporaciones que mandaban la carta de apoyo a esta ley y son las siguientes:
- AT&T
- Boeing
- BSA
- Business Roundtable
- CSC
- COMPTEL
- CTIA – The Wireless Association
- Cyber, Space & Intelligence Association
- Edison Electric
- EMC
- Exelon
- Facebook
- The Financial Services Roundtable
- IBM
- Independent Telephone & Telecommunications Alliance
- Information Technology Industry Council
- Intel
- Internet Security Alliance
- Lockheed Martin
- Microsoft
- National Cable & Telecommunications Association
- NVIDIA
- Oracle
- Symantec
- TechAmerica
- US Chamber of Commerce
- US Telecom – The Broadband Association
- Verizon

## Empresas/Páginas web que están en desacuerdo con cispa
1. Abine.com] (enlace roto disponible en Internet Archive; véase el historial, la primera versión y la última).
2. Duck Duck go